# Uniterre
Uniterre est un syndicat agricole suisse créé en 1951 et ayant son siège à Lausanne,.
Il s'appelle « Union des producteurs suisses » (UPS) jusqu'au 28 septembre 2001.

## Statut et membres
Il est constitué en association.
Le syndicat est passé de 1 500 membres à 900 membres en 2014.

## Actions
En 2014, il lance une initiative populaire fédérale, intitulée Pour la souveraineté alimentaire. Elle est rejetée à près de 70 % par le peuple en septembre 2018.

## Présidents
Maurus Gerber (2021-)
Charles-Bernard Bolay (2013-2021)
Pierre-André Tombez (-2013)

## Affiliations
Il fait partie de l’organisation internationale Via Campesina[réf. nécessaire].

## Membres connus
- Lionel Dugerdil[8].